# Катастрофа Ил-76 в Алжире
Катастрофа Ил-76 под Буфариком — крупная авиационная катастрофа, произошедшая 11 апреля 2018 года. Самолёт Ил-76, принадлежащий ВВС Алжира, разбился в провинции Блида. Жертвами авиакатастрофы стали 257 человек.
Авиакатастрофа стала крупнейшей в истории Магриба и алжирской авиации, опередив по числу жертв катастрофу Boeing 737 в Таманрассете в марте 2003 года, и крупнейшей в мире из всех, произошедших после катастрофы Boeing 777 в Донецкой области в июле 2014 года. Также авиакатастрофа стала крупнейшей в истории Ил-76 после катастрофы в Иране под Керманом в феврале 2003 года и 20-й по числу жертв в истории авиации.

## Самолёт
Самолёт был выпущен Ташкентским авиационным производственным объединением имени Чкалова (ТАПОиЧ) в 1994 году под серийным номером 92-03 и заводским номером 1043419649. 
С декабря 2015 по сентябрь 2016 года проходил капитально-восстановительный ремонт в городе Жуковский Московской области.
Принадлежал ВВС Алжира.

## Экипаж и пассажиры
На борту самолёта находились 10 членов экипажа и 247 пассажиров, в основном алжирские военнослужащие, также среди пассажиров было 26 членов Фронта ПОЛИСАРИО.

## Хроника событий
Самолёт потерпел крушение в 08:00 по местному времени через несколько минут после взлёта из аэропорта города Буфарик в 30 км от алжирской столицы.
Во время взлёта на высоте около 50 метров произошло возгорание правого крыла самолёта. Экипаж попытался вернуться на аэродром и совершить экстренную посадку. Однако самолёт рухнул в районе сельскохозяйственного угодья, загоревшись при столкновении с землёй, и практически полностью разрушился. Все находившиеся на борту погибли.